# Mise en forme de bruit

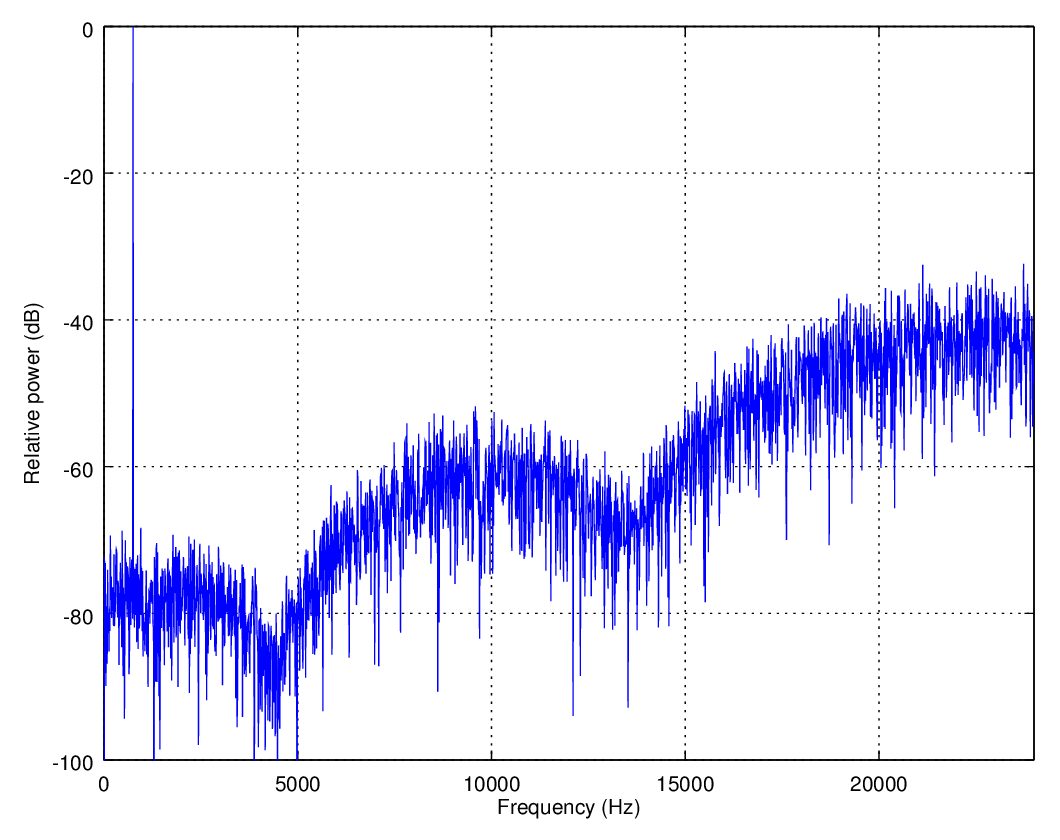
Spectre d'un son clair de 750 Hz échantillonné à 48 kHz et quantifié à 4 bits en utilisant un dither triangulaire et avec mise en forme de bruit.

La mise en forme de bruit (anglais : noise shaping) est une technique généralement utilisée dans le traitement numérique de l'audio, de l'image et de la vidéo, généralement en combinaison avec le tramage, dans le cadre du processus de quantification ou de réduction de la profondeur de bits d'un signal. 
Son objectif est d'augmenter le rapport signal/bruit apparent du signal résultant. Pour ce faire, il modifie la forme spectrale de l'erreur introduite par le tramage et la quantification, de sorte que la puissance du bruit soit plus faible dans les bandes de fréquences où le bruit est considéré comme moins souhaitable et plus élevée dans les bandes où il est considéré comme plus souhaitable. Un algorithme populaire de mise en forme du bruit utilisé dans le traitement des images est connu sous le nom de Floyd Steinberg dithering ; et de nombreux algorithmes de mise en forme du bruit utilisés dans le traitement audio sont basés sur un modèle de « seuil absolu d'audition ».

## Audio numérique
La mise en forme de bruit dans l'audio est le plus souvent appliquée en tant que schéma de réduction des bits. La forme la plus élémentaire de dither est le bruit blanc faible. L'oreille humaine est cependant moins sensible à certaines fréquences qu'à d'autres à des niveaux faibles. En utilisant la mise en forme de bruit, l'erreur de quantification peut être répartie de manière efficace, de sorte qu'une plus grande partie est concentrée sur les fréquences qui ne peuvent pas être entendues aussi bien et qu'une moindre partie est concentrée sur les fréquences qui peuvent être entendues. Il en résulte que là où l'oreille est la plus critique, l'erreur de quantification peut être considérablement réduite et là où l'oreille est moins sensible, le bruit est beaucoup plus important. Cela peut donner une réduction du bruit perçu de 4 bits par rapport à un dither simple. Ainsi, bien que les échantillons de 16 bits n'aient qu'une plage dynamique de 96 dB sur l'ensemble du spectre (voir les calculs de distorsion de quantification), le dithering en forme de bruit peut toutefois augmenter la plage dynamique audio perçue jusqu'à 120 dB.